# Super Bowl XIV
A Super Bowl XIV az 1979-es NFL-szezon döntője volt. A mérkőzést Pasadenában, a Rose Bowlban játszották 1980. január 20-án. A mérkőzést a Pittsburgh Steelers nyerte. A találkozót 103 985 néző látta a helyszínen, amely jelenleg is Super Bowl-rekord. Először fordult elő, hogy az egyik csapat hazai környezetben játsszon Super Bowlt.

## A döntő résztvevői
A Los Angeles Rams 9–7-es teljesítménnyel divizóelsőként zárt az NFC konferenciában, így harmadik kiemeltként jutott a rájátszásba. Kiemeltként csak a konferencia-elődöntőben kapcsolódtak be, ahol idegenben az első kiemelt Dallas Cowboys ellen, majd a konferencia-döntőben szintén idegenben a Tampa Bay Buccaneers ellen győztek. A Rams először játszhatott Super Bowlt.
A Pittsburgh Steelers volt a címvédő. Az alapszakaszból 12–4-es mutatóval került a rájátszásba az AFC második kiemeltjeként. A konferencia-elődöntőben otthon a Miami Dolphins ellen, majd a konferencia-döntőben is hazai pályán a Houston Oilers ellen győzött. A Steelers negyedszer jutott el a Super Bowlig, az előző hármat megnyerte.

## A mérkőzés
A mérkőzést 31–19-re a Pittsburgh Steelers nyerte, amely megvédte címét és története során negyedszerre nyert Super Bowlt. A legértékesebb játékos díját az előző évhez hasonlóan a Steelers irányítója, Terry Bradshaw kapta.
| N | Idő   | Drive | Drive | Drive     | Csapat   | Play leírása                                                                           | Pont | Pont     |
| N | Idő   | Play  | Yard  | Időtartam | Csapat   | Play leírása                                                                           | Rams | Steelers |
| - | ----- | ----- | ----- | --------- | -------- | -------------------------------------------------------------------------------------- | ---- | -------- |
| 1 | 7:31  | 10    | 55    | 5:03      | Steelers | Mezőnygól. Matt Bahr 41 yardról.                                                       | 0    | 3        |
| 1 | 2:44  | 8     | 59    | 4:47      | Rams     | Touchdown. Cullen Bryant 1 yardos futás. Frank Corral jutalomrúgás.                    | 7    | 3        |
|   |       |       |       |           |          |                                                                                        |      |          |
| 2 | 12:52 | 9     | 53    | 4:52      | Steelers | Touchdown. Franco Harris 1 yardos futás. Matt Bahr jutalomrúgás.                       | 7    | 10       |
| 2 | 7:21  | 10    | 67    | 5:31      | Rams     | Mezőnygól. Frank Corral 31 yardról.                                                    | 10   | 10       |
| 2 | 0:14  | 8     | 12    | 2:51      | Rams     | Mezőnygól. Frank Corral 45 yardról.                                                    | 13   | 10       |
|   |       |       |       |           |          |                                                                                        |      |          |
| 3 | 12:12 | 5     | 61    | 2:48      | Steelers | Touchdown. Lynn Swann 47 yardos átadás Terry Bradshawtól. Matt Bahr jutalomrúgás.      | 13   | 17       |
| 3 | 10:15 | 4     | 77    | 1:57      | Rams     | Touchdown. Ron Smith 24 yardos átadás Lawrence McCutcheontól. A jutalomrúgás rossz.    | 19   | 17       |
|   |       |       |       |           |          |                                                                                        |      |          |
| 4 | 12:04 | 3     | 75    | 0:55      | Steelers | Touchdown. John Stallworth 73 yardos átadás Terry Bradshawtól. Matt Bahr jutalomrúgás. | 19   | 24       |
| 4 | 1:49  | 7     | 70    | 3:35      | Steelers | Touchdown. Franco Harris 1 yardos futás. Matt Bahr jutalomrúgás.                       | 19   | 31       |